# Halotrichite
L'halotrichite est un minéral de la classe des sulfates. Il a été nommé ainsi en 1839 par Ernst Friedrich Glocker, du grec αλζ (hals) qui signifie sel, et τρικοζ (thrix) qui signifie cheveux. Il appartient et a donné son nom au groupe de minéraux de l'halotrichite.

## Caractéristiques
C'est un sulfate de fer et d'aluminium fortement hydraté, soit l'équivalent fer de l'apjohnite, un autre minéral également du groupe de l'halotrichite mais avec du manganèse. Sa formule est FeAl2(SO4)4·22H2O. Elle forme une série de solution solide avec la pickeringite, dans laquelle la substitution progressive du fer par le magnésium va donner les différents minéraux de la série. Elle cristallise dans le système monoclinique en formant des cristaux en forme d'aiguilles ou de prismes. Son habitus comprend des groupements aciculaires, des grappes asbestiformes, des incrustations et des efflorescences. Elle se désagrège à l'air libre, et sa dureté est comprise entre 1,5 et 2 sur l'échelle de Mohs.

## Classification
Selon la classification de Nickel-Strunz, l'halotrichite appartient à "07.CB: Sulfates (séléniates, etc.) sans anions additionnels, avec H2O, avec des cations de taille moyenne", avec les minéraux suivants : dwornikite, gunningite, kiesérite, poitevinite, szmikite, szomolnokite, cobaltkiesérite, sandérite, bonattite, aplowite, boyléite, ilésite, rozénite, starkeyite, drobecite, cranswickite, chalcanthite, jôkokuite, pentahydrite, sidérotile, bianchite, chvaleticéite, ferrohexahydrite, hexahydrite, moorhouséite, nickelhexahydrite, retgersite, biebérite, boothite, mallardite, mélantérite, zinc-mélantérite, alpersite, epsomite, goslarite, morénosite, alunogène, méta-alunogène, aluminocoquimbite, coquimbite, paracoquimbite, rhomboclase, kornélite, quenstedtite, lausénite, lishizhénite, römerite, ransomite, apjohnite, bilinite, dietrichite, pickeringite, redingtonite, wupatkiite et méridianiite.

## Formation et gisements
On la trouve sous forme d'efflorescences dans des gisements minéraux sulfurés exposés aux intempéries, ainsi que dans les zones d'oxydation du charbon contenant de la pyrite, avec des accumulations persistantes dans les zones de climat aride. On la trouve également sous forme de précipités autour des fumerolles volcaniques. Elle est largement répandue dans le monde entier, bien que ce ne soit qu'en très petites quantités et elle ne peut donc pas être considérée comme un minerai de fer important en exploitation minière. Elle est également associée à d'autres minéraux tels que la mélantérite, la copiapite, le gypse, l'epsomite ou l'alunogène.

## Variétés
La masrite, également connue sous le nom de johnsonite, est la seule variété connue d'halotrichite. Il s'agit d'une variété avec du cobalt et du manganèse, de formule chimique (Fe,Mn,Co)Al2(SO4)4·24H2O. C'est un minéral originaire d'Égypte.